# Керма (городище)
Керма (англ. Kerma, современное название — Дукки Гель англ. Dukki Gel, название означает «Красный Холм») — развалины древнего города Нубии. Город Керма был столицей древнего одноимённого государства, располагавшегося на территории современных Судана и Египта. Керма — один из самых больших археологических проектов по раскопкам древней Нубии, раскопки ведутся уже несколько десятилетий подряд, раскопаны тысячи захоронений и жилых построек на территории вокруг священной скалы, условно называемой Западная Деффуфа (англ. Western Deffufa). Поселения в Керме датируются начиная с 7500 гг. до н. э..
Около 3000 гг. до н. э. Керма уже была городским поселением, сформировавшимся вокруг скалы Западная Деффуфа. К раскопкам этого периода относятся уникальные гончарные изделия, городские защитные сооружения, королевский зал для аудиенций, явно построенный по египетским мотивам (перестраивался по крайней мере 10 раз). Для населения этого периода было характерно занятие животноводством.
Топоним Керма используется в названии  — материальной культуры древнего одноимённого государства. Иногда понятие «культура Кермы» распространяется и на материальную культуру позднейшего царства Куш, занимавшего ту же территорию от 1-го до 4-го порога Нила. Ряд учёных оспаривает это расширительное толкование, указывая на небесспорность утверждений о материальной преемственности между культурой Кермы и культурой кушитов.

## Ранние поселения
На территории долины Керма расположены раскопки поселений эпохи мезолита и неолита, датируемые ранее 10-го тысячелетия до н. э. Начиная с 7500 гг. до н. э. раскопки материальной культуры приобретают всё более ясные очертания — археологами раскопаны могилы, жилища, различные инструменты. Цивилизация Кермы выросла из пустынно-степных агрокультурных хозяйств. Одно из двух самых древних кладбищ Африки, выявленных в Керме, датируется 7500 гг. до н. э. Древнейшие свидетельства одомашнивания скота в Судане были также найдены в Керме. В культуре Кермы можно выделить следующие археологические слои:
- Пре-Керма (ок. 3500—2500 до н. э.) — до доисторической культуры Группа C;
- Ранняя культура Кермы (ок. 2500—2050 до н. э.) — Группа C, фаза (хронологические стадии) Ia-Ib;
- Средняя культура Кермы (ок. 2050—1750 до н. э.) — Группа C, фаза Ib-IIa;
- Классическая культура Кермы (ок. 1750—1580 до н. э.) — Группа C, фаза IIb-III;
- Финальная культура Кермы (ок. 1580—1500 до н. э.) — Группа C, фаза IIb-III;
- Поздняя культура Кермы (ок. 1500—1100 (?) до н. э.) — Египетское Новое царство[5][6].

## Столица Нубийского государства
Усилиями археолога Шарля Бонне (фр. Charles Bonnet), производившего раскопки в Керме в 1977—2003 годах, учёные получили довольно подробную картину города. Известно, что к 1700 гг. до н. э. население Кермы достигло 10 тыс человек.
Эволюция жилых построек представляется очень сложной — в пределах городских стен можно выделить отдельные кварталы элиты (или местной аристократии), как и в других африканских крупных городах поздних эпох. В отличие от других, меньших поселений государства Керма, в столице отслеживаются большие по размеру дома, по-видимому принадлежащие государственным чиновникам — управленцам торговли с иноземцами и взыскателями налогов.
Раскопки этой эпохи отличаются от древнеегипетских поселений — в Керме явно прослеживается влияние культур Чёрной Африки и её фауны. Фаянс, предметы из слюды, слоновой кости и поделки из кварца более характерны для культур Чёрной Африки, чем для Древнего Египта. Исследователи отмечают, что в Керме развили производство изделий из синего фаянса, глазурованного кварца, фаянсовой посуды и различных архитектурных вставок, которых не было в Древнем Египте.
Древнюю крепость Керма защищали внушительные стены, крепостные валы протяжённостью более 3 километров и несколько десятков крепостных башен. Всё это, правда, не спасло город от нашествия египтян под предводительством Тутмоса I около 1500 года до н. э. Стены пали, и крепость Керма была разрушена. В городе были уникальные для своего времени сооружения — две большие кирпично-глиняные башни предположительно религиозного назначения; большое круглое официальное здание, предполагаемый царский приёмный зал, дворцы и кладбище с царскими захоронениями.

### Кладбище и царские захоронения
Кладбище Кермы находится за чертой города, в настоящее время это место покрыто пустыней. К концу использование (около 1480 гг. до н. э.) кладбище занимало территорию 1,6 на 0,8 км. По оценкам, всего на кладбище около 30 000 захоронений, старейшие могилы находятся на северной части, и более новые — на южной. Большинство захоронений имеет форму тумулуса, или просто обложены белой и чёрной галькой.
На южной стороне кладбища находятся несколько десятков могильных курганов, достигающих 90 метров в диаметре. Археологи считают, что эти захоронения принадлежат самым могущественным правителям Кермы последнего века существования этого царства. Курганы сгруппированы вокруг развалин большого культового сооружения, названного условно Восточная Деффуфа. Вокруг курганов разбросаны погребения поменьше; предполагается, что размер захоронений отражает социальный статус погребённых.
Раскопки самых больших курганов, считающихся царскими, дали большое количество предметов, утвари и мебели. Многие захоронения содержат остатки жертвоприношений скота, не только местного, но и пригнанного издалека. В курганах также находятся захоронения слуг или свиты. Остаётся спорным вопросом, были ли они отравлены или жестоко убиты.
На территории кладбища есть царские захоронения правителей напатского периода царства Куш (ок. 1000—500 гг. до н. э.), которые датируются раннем периодом этого царства (1000—800 гг. до н. э.). Примечательно, что эти захоронения относятся ко времени, когда государство Керма уже пало. Это даёт основания историкам говорить о некоторой культурной преемственности между царствами Куш и Керма. Напатское царство Куш после образования ещё какое-то время производило захоронения членов царских семей на кладбище Кермы. Только после известного периода захоронения стали производить на кладбище Напаты, которое было организовано по подобию кладбища Кермы.

### Строительные материалы
Для ранней культуры Кермы (2500—2050 гг. до н. э.) характерны постройки из акации с крышами, покрытыми пальмовыми ветками. Отштукатуренные глиной, такие постройки красились разными цветами. Простые круглые хижины обычно сооружались из деревьев и обмазывались глиной. Интересно, что подобные простейшие постройки, типичные для первобытного общества, характерны для этого района и поныне.
Около 2200—2000 гг. до н. э. в постройках Кермы начинает применяться необожжённый кирпич. Сооружения из обожжённого кирпича появляются здесь в эпоху Средней культуры (ок. 2050—1750 до н. э.) Примечательно, что в Египте обожжённый кирпич стали применять лишь в Позднем царстве (VII—IV вв. до н. э.).

## Раскопки

### Археология начала XX века
Первым археологические раскопки в Керме в начале XX века стал проводить Джордж Рейснер. Его экспедицию финансировали совместно Гарвардский университет и Музей изящных искусств в Бостоне. В 1913—1916 гг. «гарвардско-бостонская» экспедиция Рейснера провела в Керма три сезона раскопок.
Раскопки Рейснера в Керме были первыми серьёзными археологическими исследованиями в Нубии. Хронология археологических слоёв (и культур), проведённая его экспедицией, стала отправной точкой для всех последующих работ в регионе. Техника и планы раскопок экспедиции Рейснера, их документация, публикации и научные отчёты стали образцом для последующих экспедиций. Экспедиция Рейснера занималась районом между естественными скалами Западная Деффуфа и Восточная Деффуфа. По итогам раскопок Рейснер отметил большое родство с культурами Древнего Египта. Однако Рейснер ошибочно предполагал, что остатки сооружений вокруг Западной Деффуфа принадлежат крепости, его экспедиция не проводила подробных раскопок в этом районе Кермы.
В районе раскопок между скалами Западная Деффуфа и Восточная Деффуфа Рейснеру предстали тысячи малых и средних по размеру захоронений, причём их стиль сильно (а следовательно, и их датировка) менялся в верхней, центральной и нижней частях. Наиболее помпезные захоронения располагалось в южной части, Рейснер предположил (по аналогии с древнеегипетской погребальной архитектурой), что четырёхугольные пирамидальные постройки этого района являются скорее своеобразными погребальными часовнями, чем прямыми гробницами.
Основываясь на схожести, Рейснер предполагал, что Керма являлась древнеегипетским городом. В конце XX века археолог Шарль Бонне (фр. Charles Bonnet) по результатам своих раскопок ввёл в оборот термин «культура Кермы», соотнеся её с Нубийской цивилизацией и одноимённой археологической культурой.

### Археология конца XX — начала XXI века
На протяжении нескольких десятилетий после масштабных раскопок Рейснера, его мнение о Керме как провинциальном древнеегипетском городе не оспаривалось. В 2008 году К. Гржимский (Grzymski K.), опираясь на данные Шарля Бонне, определил Керму как крупный (возможно даже столичный) нубийский, до-кушитский город с захоронениями ранних правителей царства Куш. Раскопки Шарля Бонне и группы швейцарских и международных специалистов в Керме продолжались с 1977 по 2003 годы.
Раскопки концентрировались на следующих объектах: городской центр, царская усыпальница, храм, жилые и административные здания, гончарная мастерская периода поздней Напаты, постройки эпохи Напаты, кладбища мероитской эпохи, городские укрепления, неолитические ямы для хранения зерна и неолитические хижины. Наряду с огромным количеством находок, экспедиция Шарля Бонне раскопала в центральном городе (в пределах городских укреплённых стен) кузницу для ковки бронзы. Кузница состояла из нескольких строений, и техника ковки по видимому была довольно сложной для своего времени. Такие сложные кузницы не были найдены до сих пор ни Древнем Египте, ни в Древнем Судане.
Другой чрезвычайно интересной находкой в окрестностях Кермы оказалась группа статуй (из чёрного гранита) фараонов Нубийской династии, включая Тахарку и Танутамона — последних фараонов Нубийской династии. Это статуи оцениваются как «шедевры, которые заняли одно из первых мест в истории искусства».
Экспедиция Шарля Бонне публиковала подробные отчёты о раскопках каждый сезон (на французском языке), отдельные рефераты и одна книга были изданы на английском языке.

## Исследование вопроса о человеческих жертвоприношениях
В последние годы появилось несколько работ, в которых учёные, базируясь на исследованиях захоронений Кермы, предположили о насильственном характере смертей, носящих черты человеческих жертвоприношений — . Однако единства мнений среди учёных относительно человеческих жертвоприношениях в Керме нет.